# ニューイヤーコンサート1984
ウィーンフィル・ニューイヤーコンサート1984(ドイツ語: Neujahrskonzert der Wiener Philharmoniker 1984)は、ウィーン・フィルハーモニー管弦楽団による1984年のニューイヤー・コンサート。指揮者はロリン・マゼールが務めた（5年連続5回目の登場)。

## 概要
- ウィーン国立歌劇場総監督を務めるロリン・マゼールが、1980年以来5年連続で指揮を執った。

## 演奏曲目

### 第1部
- 喜歌劇「こうもり」序曲 (ヨハン・シュトラウス2世)
- ポルカ・フランセーズ「アンネン・ポルカ」Op.137(ヨハン・シュトラウス1世)
- ワルツ「北海の絵」Op.390 （ヨハン・シュトラウス2世)
- ポルカ・フランセーズ「上機嫌」Op.281 (ヨーゼフ・シュトラウス)
- ポルカ・シュネル「ごちゃまぜ料理」Op.219（ヨーゼフ・シュトラウス）

### 第2部
- 民族劇「詩人と農夫」序曲 (フランツ・フォン・スッペ)
- ポルカ・マズルカ「燃える恋」Op.129(ヨーゼフ・シュトラウス)
- ポルカ・シュネル「休暇旅行で」Op.133（ヨーゼフ・シュトラウス)
- ワルツ「愛の歌」Op.114 (ヨハン・シュトラウス2世)
- 冗談ポルカ Op.72（ヨハン・シュトラウス2世）
- 「騎士パズマン」のチャールダシュ Op.441 (ヨハン・シュトラウス2世)
- アンネン・ポルカ Op.117 (ヨハン・シュトラウス2世)
- ワルツ「ウィーン気質」Op.354 (ヨハン・シュトラウス2世)

### アンコール
- 狩りのポルカ Op.373 (ヨハン・シュトラウス2世)
- ワルツ「美しく青きドナウ」Op.314 (ヨハン・シュトラウス2世)
- 「ラデツキー行進曲」Op.228 (ヨハン・シュトラウス1世)

## 備考
- 指揮を務めたロリン・マゼールが、第2部5曲目の「冗談ポルカ」でヴァイオリンの弾き振りを披露している。
- 前年の1983年のニューイヤー・コンサートまでは、コンサートの模様がドイツ・グラモフォンによって収録され、商品として発売されていたが、音盤の売れ行きが必ずしもよくなかったということで、この年から収録が見送られた。